# 索約
索約（英語：Soyo）是非州南部國家安哥拉的城市，由扎伊爾省負責管轄，位於剛果河注入大西洋的河口處，海拔高度12米，是該國最大的石油生產區域，城內有機場設施，2010年人口估計約77,368。